# دانشگاه الازهر غزه

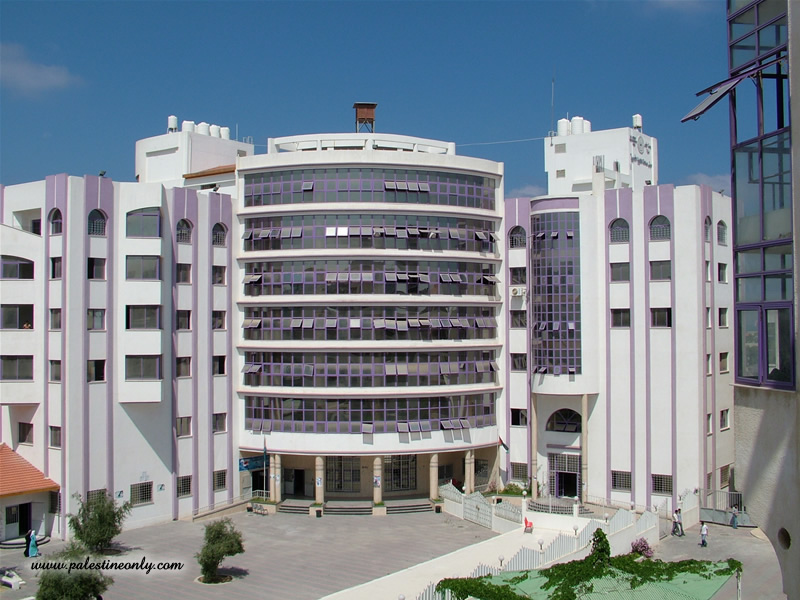
دانشکده هنر - دانشگاه الازهر

دانشگاه الازهر غزه (عربی: جامعة الأزهر بغزة) که با اختصار AUG نیز شناخته می‌شود، یک مؤسسهٔ آموزش عالی فلسطینی، عمومی، غیرانتفاعی و مستقل است. در جریان انتفاضه اول، یاسر عرفات رهبر فلسطین، در سپتامبر ۱۹۹۱ فرمان تأسیس یک دانشگاه ملی فلسطینی را صادر کرد. دانشگاه الازهر غزه در ۱۸ اکتبر ۱۹۹۱ کار خود را در یک ساختمان دو طبقه با ۷۲۵ دانشجو در دو دانشکده آموزش و شریعت و حقوق (دانشکده حقوق فعلی) آغاز کرد. مانند اکثر مؤسسات آموزشی غزه، این دانشگاه از نظر جنسیت تفکیک شده‌است.

## تاریخچه
دانشگاه الازهر غزه در سال ۱۹۹۱ فقط با دو دانشکده افتتاح شد: دانشکده آموزش و دانشکده شریعت و حقوق (دانشکده حقوق فعلی). در سال ۱۹۹۲، چهار دانشکده: دانشکده داروسازی، دانشکده کشاورزی و محیط زیست، دانشکده علوم و دانشکده علوم و علوم انسانی و سپس دانشکده اقتصاد و علوم اداری راه‌اندازی شدند.
دانشکده علوم پزشکی کاربردی برای تأمین نیازهای پزشکی جامعه فلسطین در مرحله دیگری از توسعه دانشگاه الازهر غزه در سال ۱۹۹۷ تأسیس شد. در سال ۱۹۹۹، دانشکده پزشکی، به عنوان شاخه‌ای از دانشکده پزشکی در دانشگاه القدس ابو دیس، به عنوان اولین دانشکده پزشکی در نوار غزه افتتاح شد.
دانشکده مهندسی و فناوری‌اطلاعات برای ارتقای آگاهی از دانش و فناوری جدید در سال ۲۰۰۱ راه اندازی‌شد. در سال ۲۰۰۷، دانشکدهٔ دندانپزشکی برای بهبود خدمات بهداشت دهان و دندان جامعهٔ فلسطین افتتاح شد. دانشکدهٔ شریعت به عنوان یک دانشکدهٔ مجزا در سال ۲۰۰۹ بازگشایی شد.
در سال ۲۰۱۵، ساختمان ملک حسن دوم برای علوم زیست‌محیطی و کشاورزی در پردیس جدید این دانشگاه در منطقه المغراقه افتتاح شد. بودجهٔ ساخت این بنا توسط ملک محمد ششم مراکش تأمین شده‌است. دو ساختمان، یک سالن اجتماعات و دانشکدهٔ هنر و علوم انسانی توسط صندوق توسعه سعودی تأمین اعتبار شده‌اند و به پردیس جدید در المغراقه ضمیمه می‌شوند.

## دانشکده‌ها
- دانشکده کشاورزی و محیط زیست
- دانشکده علوم پزشکی کاربردی
- دانشکده هنر و علوم انسانی
- دانشکده دندانپزشکی
- دانشکده اقتصاد و علوم اداری
- دانشکده مهندسی و فناوری اطلاعات
- دانشکده آموزش
- دانشکده حقوق
- دانشکده پزشکی
- دانشکده داروسازی
- دانشکده علوم
- دانشکده شرع

### کتابشناسی
- Bowen, Donna Lee and Early, Evelyn A. (2002). Everyday Life in the Muslim Middle East: Second Edition. Indiana University Press. شابک ‎۰−۲۵۳−۲۱۴۹۰−۴ISBN 0-253-21490-4